# Bahamy na Letních olympijských hrách 1956
Bahamy se účastnily Letní olympiády 1956 v australském Melbourne ve 2 sportech. Zastupovalo je 4 sportovci (4 muži a 0 žen).

## Medailové pozice
| Medaile | Jméno                            | Sport    | Disciplína            |
| ------- | -------------------------------- | -------- | --------------------- |
| Bronz   | Sloan Farrington Durward Knowles | Jachting | muži třída Star Class |